# Ense
Ense ist eine Gemeinde am nördlichen Rand des Sauerlandes. Die mehr als 12.000 Einwohner zählende Kommune liegt im Westen des Kreises Soest, der wiederum zum Regierungsbezirk Arnsberg des Landes Nordrhein-Westfalen (Deutschland) gehört.
Die Gemeinde entstand 1969 im Zuge der kommunalen Neuordnung in Nordrhein-Westfalen durch das Gesetz zur Neugliederung des Landkreises Soest und von Teilen des Landkreises Beckum.

## Geografie

### Geografische Lage
Die Gemeinde Ense liegt am nördlichen Rande des Sauerlandes und am südwestlichen Rand der Soester Börde. Der Haarstrang verläuft etwa in der Mitte des Gemeindegebietes in West-Ost-Richtung. Dieser Höhenzug erreicht im Westen des Gemeindegebietes eine Höhe von ca. 230 m ü. NHN, im Osten etwa 260 m ü. NHN. Nördlich des Haarstrangs fällt das Gelände in Richtung Lippe ab. Hier befindet sich die niedrigste Stelle im Gemeindegebiet mit 121 m ü. NHN am Röllingser Grundbach 51° 32′ 17,7″ N, 8° 1′ 3,9″ O.
Südlich der Haar fällt das Gelände zur Ruhr im Westen, Bremer Bach im Zentrum und Möhne im Osten des Gemeindegebiets ab, um anschließend zu den westlichen Ausläufern des Arnsberger Waldes wieder anzusteigen. Hier wird am Fürstenberg mit 277 m ü. NHN der höchste Punkt im Gemeindegebiet erreicht.
Wichtigste Gewässer sind die schon genannte Ruhr und ihr Nebenfluss Möhne. Die Möhne erreicht kurz nach dem Verlassen des Möhnesees das Gemeindegebiet östlich von Niederense. Mit Erreichen des Gemeindegebietes wendet sich die Möhne nach Süden, durchbricht die westlichen Ausläufer des Arnsberger Waldes und verlässt das Gemeindegebiet nach Durchfließen des Enser Sees wieder. Im Norden von Neheim mündet die Möhne in die Ruhr. Diese fließt in mehreren Windungen in nördliche Richtungen und bildet bis Wickede auf weiten Strecken die Gemeindegrenze.

### Ausdehnung des Gemeindegebietes und Flächennutzung
Das Gemeindegebiet erstreckt sich über 10,7 km in West-Ost-Richtung und über 7,3 km in Nord-Süd-Richtung. Von dem 51,07 km² großen Gemeindegebiet sind 32,67 km² landwirtschaftliche Nutzflächen und 9,37 km² Wald. Gebäude-, Frei- und Betriebsflächen nehmen 4,65 km², Erholungs- und Friedhofsfläche 0,34 km² und Verkehrsfläche 3,27 km² in Anspruch. 0,63 km² sind Wasserflächen und 0,15 km² sonstige Flächen.

### Nachbargemeinden
Ense grenzt im Westen an Wickede, im Norden an Werl, im Nord-Osten an Soest und im Osten an Möhnesee. Diese Gemeinden gehören wie Ense zum Kreis Soest. Im Süden grenzt die Gemeinde an die zum Hochsauerlandkreis gehörende Stadt Arnsberg.

### Gemeindegliederung
Das Gemeindegebiet besteht aus 14 ehemaligen Gemeinden. Diese wurden nach dem Zusammenschluss im Zuge der Kommunalreform 1969 nicht in Bezirke (Ortschaften) nach § 39 GO NRW eingeteilt. Die rund 12.700 Einwohner verteilen sich auf die Ortsteile wie folgt:
| Ortsteil   | Einwohner |
| ---------- | --------- |
| Bilme      | 0032      |
| Bittingen  | 0093      |
| Bremen     | 3.525     |
| Gerlingen  | 0041      |
| Höingen    | 1.879     |
| Hünningen  | 0473      |
| Lüttringen | 0869      |

| Ortsteil    | Einwohner |
| ----------- | --------- |
| Niederense  | 3.368     |
| Oberense    | 0268      |
| Parsit      | 0888      |
| Ruhne       | 0325      |
| Sieveringen | 0366      |
| Volbringen  | 0112      |
| Waltringen  | 0623      |

## Geschichte

### Vorgeschichte

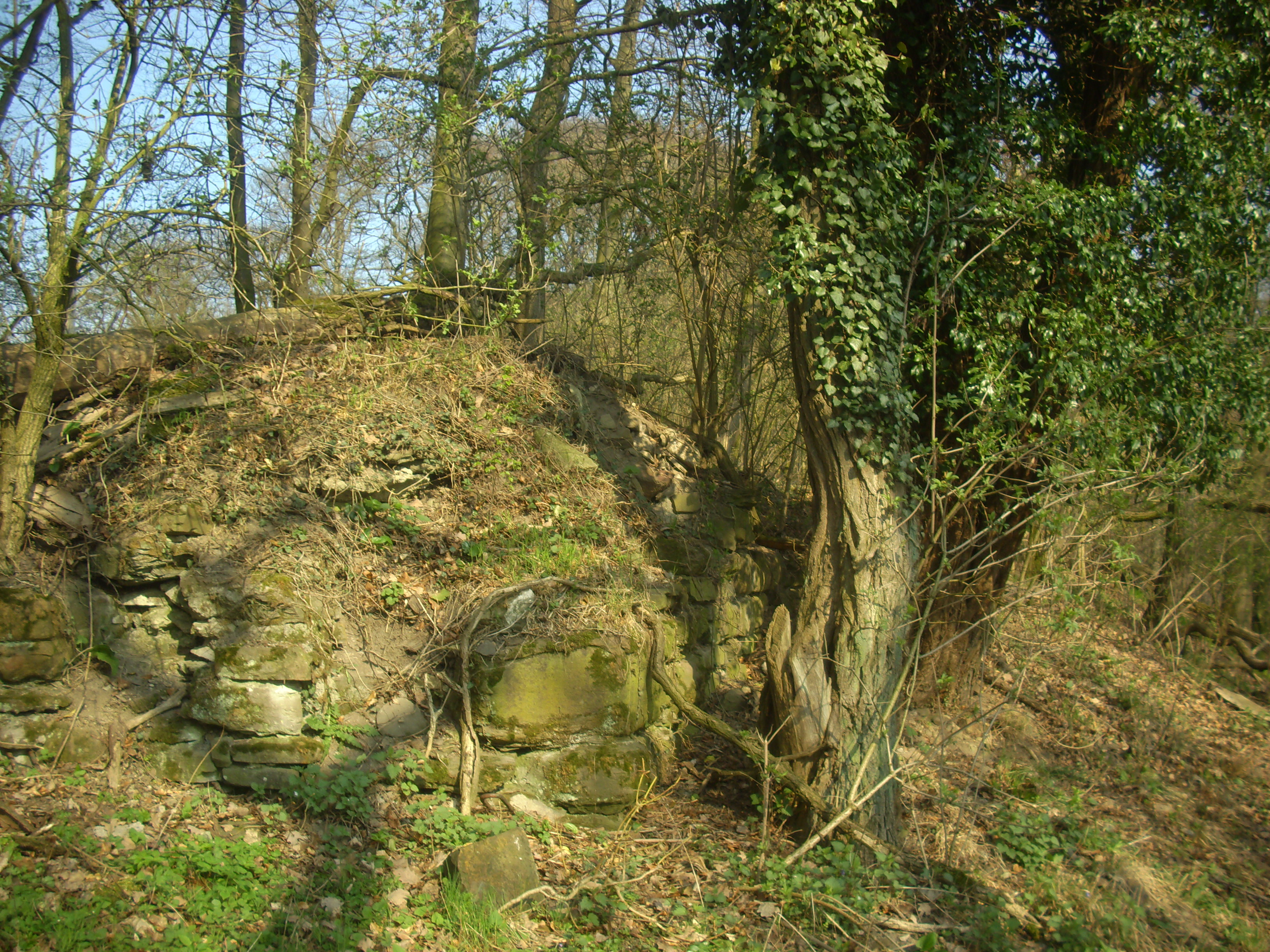
Mauerreste der Burg Fürstenberg

Einzelne Funde im Gräberfeld nordwestlich von Bremen deuten auf erste Besiedlungen in der Früh- und Mittelsteinzeit hin. Eine intensivere Siedlungsgeschichte ist durch Gräberfunde für das Ende der Jungsteinzeit belegt. Eine gute Wasserversorgung und fruchtbare Böden begünstigte die Ansiedlung. Auf dem Fürstenberg fand man ein Dreifachgrab. Die Grabbeigaben weisen auf die Zugehörigkeit zur Glockenbecherkultur hin.
Die Hügelgräber auf dem Fürstenberg und in Bittingen sind um 1600 bis 1300 v. Chr. angelegt worden. Auch in der Bronzezeit spielten Gerätschaften aus Stein noch eine große Rolle. Vermehrte Bronzefunde auf Enser Gebiet sind seit dem Übergang zur jüngeren Bronzezeit nachgewiesen. Für die Folgezeit sind Siedlungsplätze nicht belegbar, allerdings weisen Einzelfunde auf eine andauernde Besiedlung hin. Die späteren Ortschaften der Gemeinde entwickelten sich vermutlich aus Siedlungen, die in der Zeit zwischen dem 6. und 8. Jahrhundert angelegt worden waren. Die darauffolgende Besiedlung ist überwiegend durch Bestattungsfunde belegt.

### Mittelalter und Neuzeit

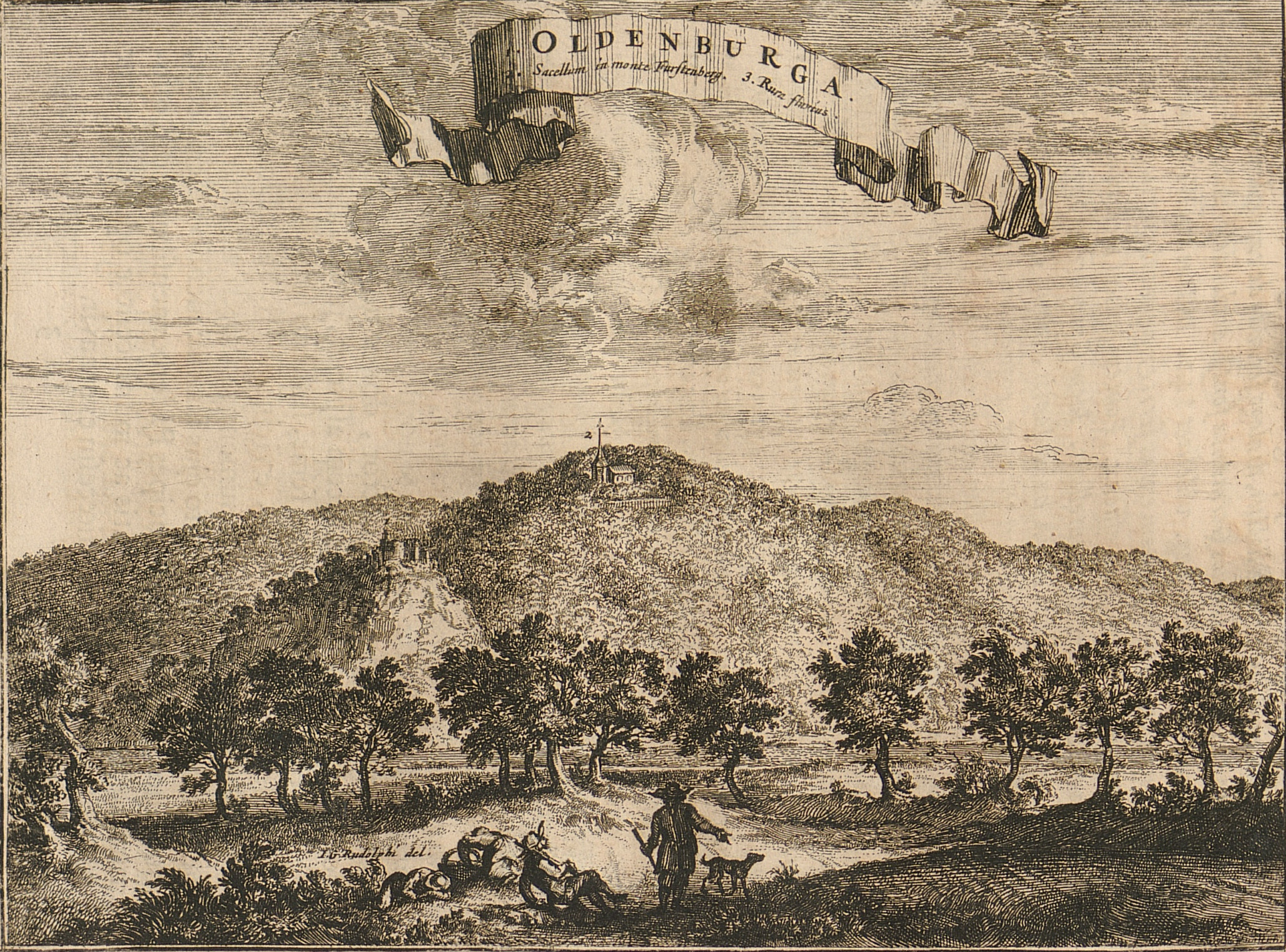
Burg Oldenburg auf dem Fürstenberg, Ansicht von 1672

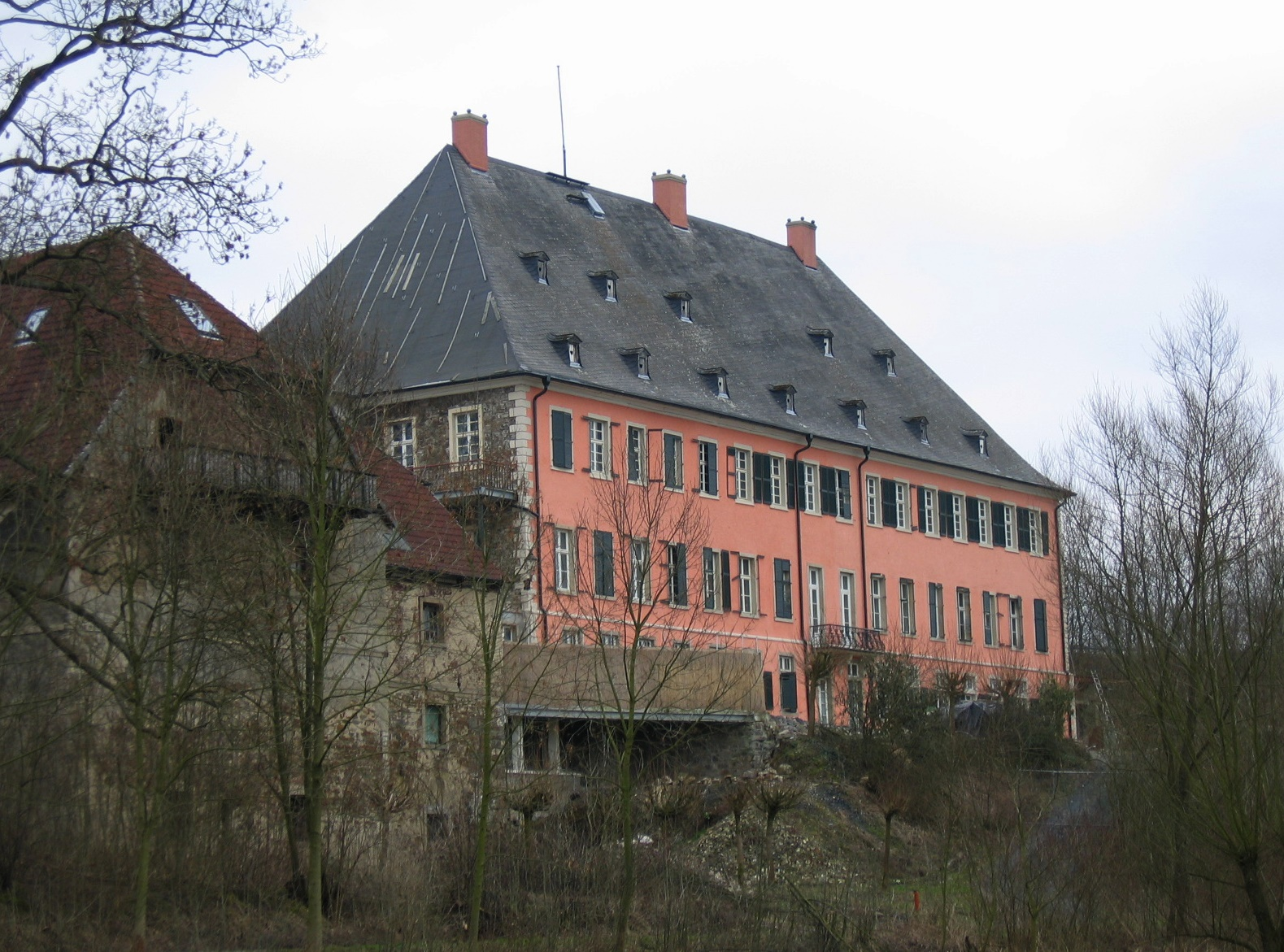
Das um 1700 errichtete Haus Füchten

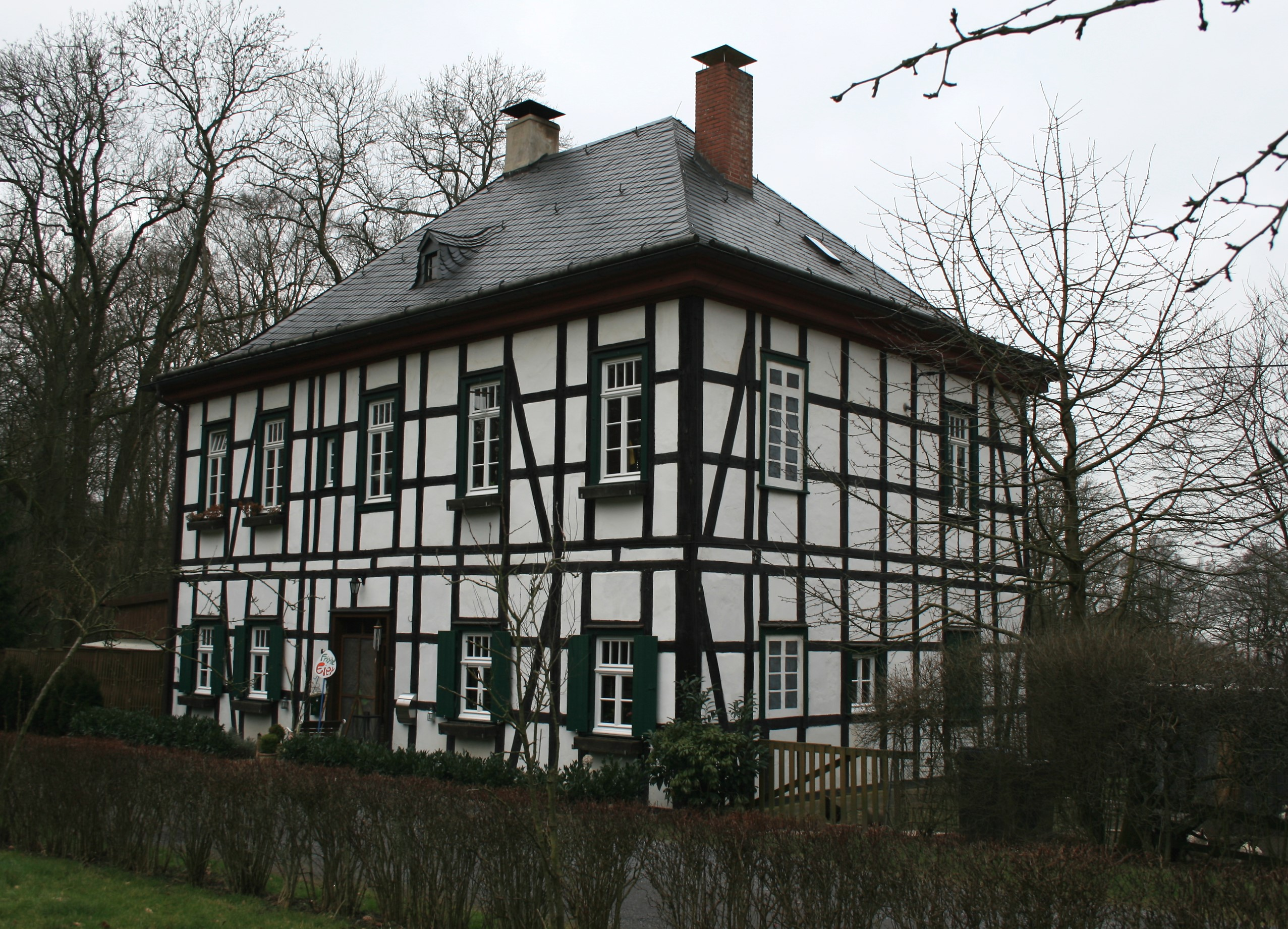
Ehemaliges Forsthaus in Höingen

Gegen Ende des 8. Jahrhunderts hatte sich die Gegend durch die Kreuzung der zwei alten nordeuropäischen Handelswege Haarweg und Hellweg zu einem Durchzugsgebiet und einem stabilen Siedlungsraum entwickelt. Von lokaler Bedeutung war der Handelsweg von Werl nach Neheim. Das Gebiet wurde von Köln aus missioniert. Bis zum 9. Jahrhundert hatten beilagenlose Reihengräber mit einer west-östlichen Ausrichtung den früheren Gräbertyp mit Beigaben abgelöst, was als Beleg für eine zunehmende Christianisierung gewertet wird. Während der Karolingerzeit wurden im 8. und 9. Jahrhundert bereits vorhandene Befestigungsanlagen ausgebaut, etwa die in früherer Zeit vermutlich als Fliehburg benutzte Burg Oldenburg auf dem Fürstenberg.
In der Nähe befindet sich die 1295 erstmals erwähnte Burg Fürstenberg. Sie war eine kurkölnische Landesburg und wurde mehrfach von den Grafen von der Mark erobert. Endgültig zerstört wurde sie von den verbündeten Grafen von der Mark und von Arnsberg 1343/44. In der Nähe baute das Adelsgeschlecht von Fürstenberg einige Jahrzehnte später die Burg Waterlappe. Deutlich jünger war das befestigte Wasserschloss Neu-Fürstenberg. Dieses war Sitz einer Nebenlinie der Fürstenberger, die um 1600 ausstarb. Beide Adelssitze wurden 1633 im Dreißigjährigen Krieg zerstört.
Die urkundliche Ersterwähnung eines Hauptortes der Gemeinde Ense, Bremen, datiert aus den Jahren zwischen 1081 und 1089. Der Name könnte von den Sachsen stammen, die 300 bis 400 Jahre vorher die Gegend eroberten. Dies ist auch durch eine Wallburg auf dem Fürstenberg belegt. Der Gemeindename Ense ist schon seit 1207 überliefert und entstammt dem Rittergeschlecht von Ense, dessen Stammvater Conrad von Ense hieß und deren Stammsitz in Ense-Oberense und/oder Ense-Niederense lag. Das Kölner Stift St. Georg trat im Mittelalter in der Umgebung von Bremen verstärkt als Lehnsherr auf. Mitglieder der Familien von Galen, von Ense und von Fürstenberg traten wiederholt in den kölnischen Dienst. Direkt an der Ruhr gelegen ist das Rittergut Haus Füchten.
Im Jahr 1586 schlug Martin Schenk von Nideggen in der Schlacht auf der Haar bei Bremen ein Aufgebot des Herzogtums Westfalen, das in Personalunion mit Kurköln verbunden war. Am 28. Juli 1761 kam es während des Siebenjährigen Krieges zwischen Preußen und Franzosen zu einem Gefecht um Höingen. Die Franzosen mussten nach Arnsberg zurückweichen. In der Folge wurde das dortige Schloss zerstört.

### Das 19. Jahrhundert
Das Amt Bremen blieb bis zum Ende des 19. Jahrhunderts landwirtschaftlich geprägt. Vor dem Hintergrund der nur schwach ausgebildeten Verkehrsverbindungen zeigten sich Ansätze zur gewerblichen Entwicklung hauptsächlich im Bereich der Weiterverarbeitung von Rohstoffen, die in der Umgebung vorhanden waren. So verarbeitete die Kuhlhoffsche Papierfabrik in der Anfangszeit Stroh, das aus dem unmittelbaren Nahbereich geliefert wurde. Es arbeiteten einige Webstühle und Sägewerke, zwei Mahlmühlen wurden mit Wasserkraft betrieben. Mit der Gründung einer Molkereigenossenschaft im Jahr 1889 in Niederense wurde die Milchviehhaltung für die Landwirte in der Umgebung bedeutender. Wegen der Erhöhung der Viehbestände wurde der Anbau von Futterpflanzen vorangetrieben. Allerdings blieb wegen des geringeren Arbeitsaufwandes der Anbau von Getreide vorherrschend. Das Getreide als Hauptnahrungsmittel wurde nach und nach von der Kartoffel abgelöst. Die landwirtschaftlichen Betriebe wurden stärker in das System von Angebot und Nachfrage eingebunden. Um sich an die veränderten Nachfragesituationen anzupassen, waren Investitionen nötig. Vor diesem Hintergrund wurden Spar- und Darlehnskassen gegründet. Die erste Sparkasse im Amt Bremen eröffnete 1885 in Bremen. Ende des 19. Jahrhunderts wurde das Kirchspiel Bremen aus dem Amt Körbecke herausgelöst. Mit der Gründung von Industriebetrieben in den Orten Wickede und Neheim, siedelten sich vermehrt Fabrikarbeiter in den Ortsteilen an. Die Arbeitsorte wurden zu Fuß oder nach 1898 mit der neu eingerichteten Kleinbahn erreicht.

### Anfang des 20. Jahrhunderts und Erster Weltkrieg
Durch die Industrialisierung veränderte die soziale Zusammensetzung der Bevölkerung, der bis dahin starke Einfluss der Kirche nahm ab. Das kulturelle und gesellige Leben wurde durch die Schützen-, Gesangs-, gesellige sowie militärische Vereine geprägt. Die Schützenvereine gingen zum Teil auf mittelalterliche oder frühneuzeitliche Schützenbruderschaften zurück. Die Vereine standen der katholischen Kirche nahe. Bis zum Ende des Ersten Weltkrieges machte die Mechanisierung in den bäuerlichen Betrieben nur geringe Fortschritte. Der Arbeitsalltag wurde von Hand- und Gespanndiensten bestimmt. Bis zum Anfang der 1930er Jahre war das Gebiet nur wenig elektrifiziert. Durch naturwissenschaftliche Erkenntnisse sowie Düngung und Verbesserung der Bodennutzung steigerten sich die landwirtschaftlichen Erträge. Die Landwirte produzierten nicht nur für den Eigenbedarf, sondern mehr und mehr für den freien Markt. Während des Ersten Weltkrieges sank die Produktion der Landwirtschaft stark, von der Armee wurden die leistungsfähigsten Zugtiere requiriert, die jungen Männer wurden zum Kriegsdienst eingezogen. Während des Krieges fielen 80 Einwohner, eine große Anzahl trug physische und psychische Verletzungen davon. Nach Ende der Inflation in der Mitte der zwanziger Jahre besserte sich durch Förderungsprogramme und Gründung von Genossenschaften die wirtschaftliche Situation.

### Weimarer Republik
Während der Zeit der Weimarer Republik blieb die Gesellschaft im Kirchspiel Bremen, trotz technischer und industrieller Neuerungen, im Wesentlichen traditionell und ländlich geprägt. Ein schichtübergreifender Katholizismus bildete ein gemeinsames Orientierungssystem in Bezug auf gemeinsame Werte und kulturelle Orientierung. Ein Großteil der Bevölkerung übte die traditionelle Volksfrömmigkeit. Das Zentrum war bis 1932 stärkste politische Kraft, sie erreichte bis zu 77 % der Stimmen. Die NSDAP erreichte 1928 0,8 %, 1930, 6,9 %, im Juli 1932 10,7 %, im November 1932 7,2 % und 1933 22,5 %.

### Nationalsozialistische Herrschaft
Schon vor der Machtübernahme durch die Nationalsozialisten stimmte eine immer größer werdende Gruppe der Bevölkerung für die NSDAP und trat auch deren Gruppierungen bei. Vorreiter hierbei war der Kriegerverein in Niederense. Den ersten nationalsozialistischen Feiertag beging dieser Verein am 1. Mai 1933. Als am 1. Juni die Bremer Amtsverwaltung Auskunft über die Abstammung und politische Zuverlässigkeit des Personals geben musste, betonte Amtsbürgermeister Nölle in seinem Auskunftsschreiben, dass gemäß der Vorgaben eine Entlassung von Personal nicht notwendig sei. Alle Beamte sind zweifelsfrei arischer Abstammung und politisch bisher nicht in Erscheinung getreten. Dem Marxismus hat keiner von ihnen angehört. Die Vereine gaben nach und nach ihre demokratischen Vereinsstatuten auf und organisierten sich nach dem Führerprinzip, auf den Versammlungen wurden die Mitglieder nicht selten auf die nationale Sache eingeschworen. Traditionelle Feste wurden durch nationalsozialistische Festelemente überformt. Im Amt Bremen war ein bestimmter Festritus charakteristisch. Den Auftakt eines Festes bildete das Anhören einer Rede des Führers oder eines hohen Funktionärs. Es folgte das Heldengedenken und die Ehrung verdienter Gefolgsleute. Als gemeinschaftsförderndes Element wurden Fahnen- und Fackelzüge abgehalten. Die Bevölkerung versammelte sich unter freiem Himmel oder in größeren Hallen. Widerstand dagegen ist kaum bekannt. Die Wirtschaft wurde neu organisiert, unter dem Begriff der Stände wurden berufsspezifische staatliche Einrichtungen geschaffen, die von oben nach unten autoritär agierten, eine Interessenvertretung der berufstätigen Bevölkerung war ausgeschlossen. Die bestehenden Gewerkschaftsgruppierungen wurden zerschlagen und die Deutsche Arbeitsfront gebildet. Vom Juli 1933 ist eine Meldung des Soester Anzeigers überliefert, nach der alle Lehrer der Stadt Werl und des Amtes Bremen Mitglied im Nationalsozialistischen Lehrerbund seien. Nach dem Reichserbhofgesetz wurden im Amt Bremen 34 Höfe als Erbhöfe eingestuft. Die Freiwilligen Feuerwehren in ihrer bisherigen Form wurden aufgelöst und unter Führung eines Brandmeisters wurden neun Löschzüge aufgestellt. Es etablieren sich die Organisationen der Hitlerjugend, des BDM, Kraft durch Freude, des deutschen Frauenwerkes und etliche andere. Die Parteibasis wurde breiter und immer einflussreicher. Wegen des Anwachsens der Mitgliederzahlen wurde 1938 der NSDAP-Stützpunkt Bremen neu organisiert. In den Schützenhallen und in der Gaststätte Otterstedde wurden durch die Gaufilmstätte Propagandafilme gezeigt. Offiziell gab es schon seit Jahren keine Arbeitslosen mehr. Durch sogenannte Notstandsarbeiter wurden 10.000 Tagewerke Ödland zwischen Günne und Himmelpforten kultiviert. Der Bismarckturm, der seit dem Ersten Weltkrieg eine halbfertige Ruine gewesen war, wurde fertiggestellt und zu Ehren des ersten Deutschen Reichskanzlers eingeweiht. In Bremen und Niederense wurden HJ-Heime gebaut und feierlich eingeweiht.

### Zweiter Weltkrieg

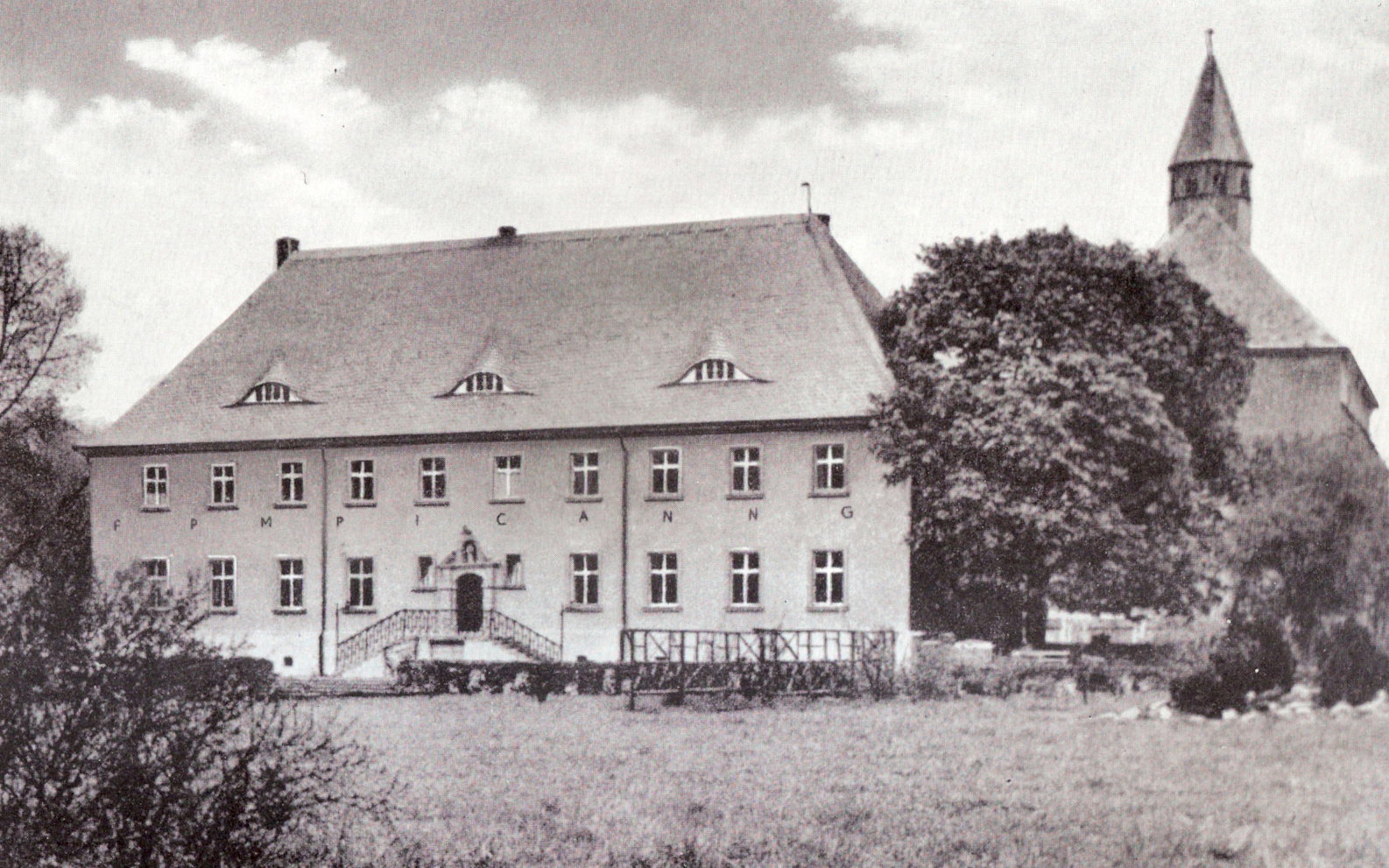
Ehemaliges Kloster Himmelpforten, welches im Mai 1943 komplett zerstört wurde

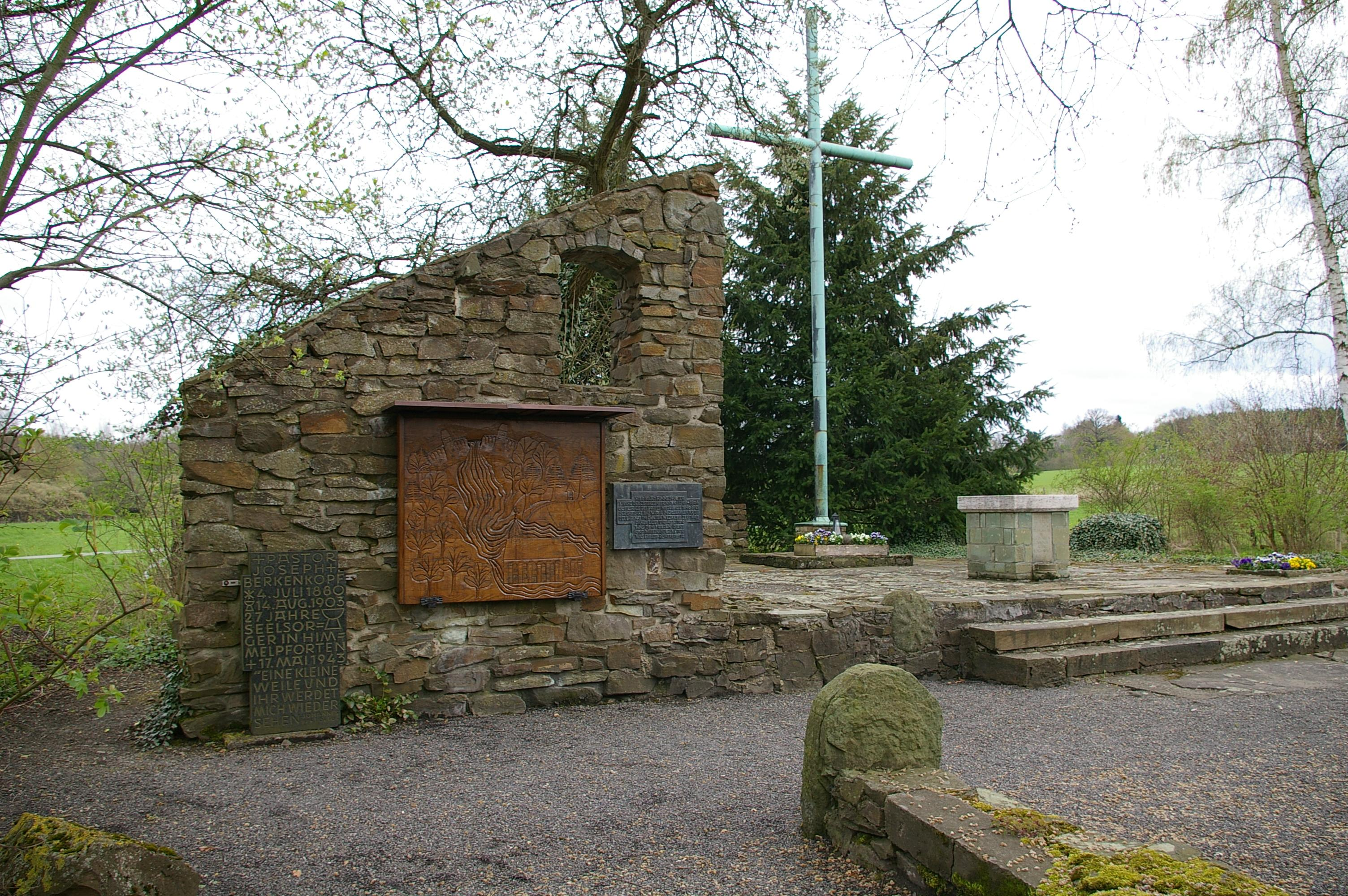
Gedenkstätte für das zerstörte Kloster Himmelpforten

Das Amt Bremen blieb im Zweiten Weltkrieg weitgehend von größeren Zerstörungen verschont. Ein einschneidendes Ereignis war die Möhnekatastrophe am 17. Mai 1943. Nach der Zerstörung der Möhnetalsperre durch alliierte Bomber wurde auf Enser Gebiet das 1246 gegründete Zisterzienserkloster Himmelpforten und die kleine Ortschaft Himmelpforten von den Fluten zerstört. Viele Einwohner wurden getötet.
Die US-Army besetzte am 1. April 1945 Ense und Umgebung ohne größere Kämpfe.

### Nach 1945
Die Amerikaner besetzten das Gebiet und versuchten, Verwaltungsstellen durch nicht nationalsozialistisch belastetes deutsches Personal zu besetzen und den Nachkriegsalltag zu organisieren. Am 30. Mai 1945 wurden die Amerikaner durch die britische Besatzungsmacht abgelöst. Die in der weiteren Umgebung befindlichen Kriegsgefangenenlager wurden bis zum August 1945 aufgelöst. Die Ernährungslage im Amt war nicht so prekär wie in den städtischen Ballungsräumen, da die landwirtschaftlichen Betriebe noch zum Teil auf Selbstversorgung ausgerichtet waren. Auch von den Arbeitern lebten etwa 70 % in eigenen kleinen Häusern und konnten durch Gartenwirtschaft ihre Versorgungslage verbessern. Als erste regionale Zeitung erschien im April 1946 die der CDU nahestehende Westfalenpost. Am 1. April 1946 wurde in der britischen Besatzungszone die revidierte deutsche Gemeindeordnung eingeführt, die legislative und exekutive Gewalt wurde auch auf Gemeindeebene getrennt. Die ersten Nachkriegskommunalwahlen fanden im Herbst 1946 statt. Die CDU erhielt 319, das Zentrum 230 Stimmen. Die größte Stimmanzahl mit 1697 fiel auf die parteilosen Kandidaten. Erster Amtsbürgermeister wurde Christian Cramer (Zentrum), seine beiden Stellvertreter waren parteilos. Die Verwaltungsgeschäfte wurden von dem als unbelastet geltenden Franz Nölle geführt. Die ersten organisierten Vertriebenentransporte trafen im Sommer 1946 ein und verschärften die Lage auf dem Wohnungsmarkt. Die Bevölkerung im Amt nahm von 1939 bis 1947 um 42 % zu. Die Vertriebenen wurden überwiegend in Bremen, Niederense und Lüttringen untergebracht. Die Bevölkerung wurde angewiesen, ihre Unterkünfte zur Hälfte an die Vertriebenen abzugeben und eine Küchennutzung zu erlauben. Der Mangel an Wohnraum führte teilweise zu erheblichen Konflikten. Erst 1950 setzte eine nennenswerte Wohnbautätigkeit ein, die zu einer Beruhigung führte. Die 1950er und 1960er Jahre waren durch erheblichen Wohnungsneubau und die fortschreitende Industrialisierung geprägt. Durch Neuansiedlung von Gewerbe und Industrie wuchs die Bevölkerung weiter, umfangreiche Maßnahmen zur Verbesserung der Infrastruktur wurden durchgeführt. Die Stromnetze und die Kanalisation sowie die Straßen wurden flächendeckend ausgebaut. Die Agrarbetriebe wurden weniger. In den siebziger Jahren veränderte sich das Bild der einzelnen Ortsteile teilweise grundlegend. Etliche historische Gebäude wurden abgebrochen und durch Neubauten ersetzt, Straßen wurden ohne Rücksicht auf historische Bausubstanz autogerecht erweitert.

### Kommunale Neuordnung
Die Gemeinde Ense entstand am 1. Juli 1969 aufgrund des Gesetzes zur Neugliederung des Landkreises Soest und von Teilen des Landkreises Beckum.
Die bisherigen Gemeinden des Amtes Bremen Bilme, Bittingen, Bremen, Gerlingen, Höingen, Hünningen, Lüttringen, Niederense, Oberense, Parsit, Ruhne, Sieveringen, Volbringen und Waltringen wurden zur neuen amtsfreien Gemeinde Ense zusammengeschlossen. Das Amt Bremen wurde aufgelöst.
Verwaltungssitz der neugebildeten Gemeinde wurde Bremen.

### Einwohnerentwicklung
Die Bevölkerungszahlen von Ense zeigen eine stetig steigende Zahl von Einwohnern in den Jahren von 1981 bis 2006. Seitdem geht die Einwohnerzahl wieder zurück.
| Jahr | Einwohner |
| ---- | --------- |
| 1981 | 09.257    |
| 1986 | 09.654    |
| 1991 | 10.244    |
| 1996 | 11.143    |
| 2001 | 12.459    |
| 2006 | 12.827    |
| 2011 | 12.584    |
| 2012 | 12.255    |
| 2013 | 12.176    |

## Religion

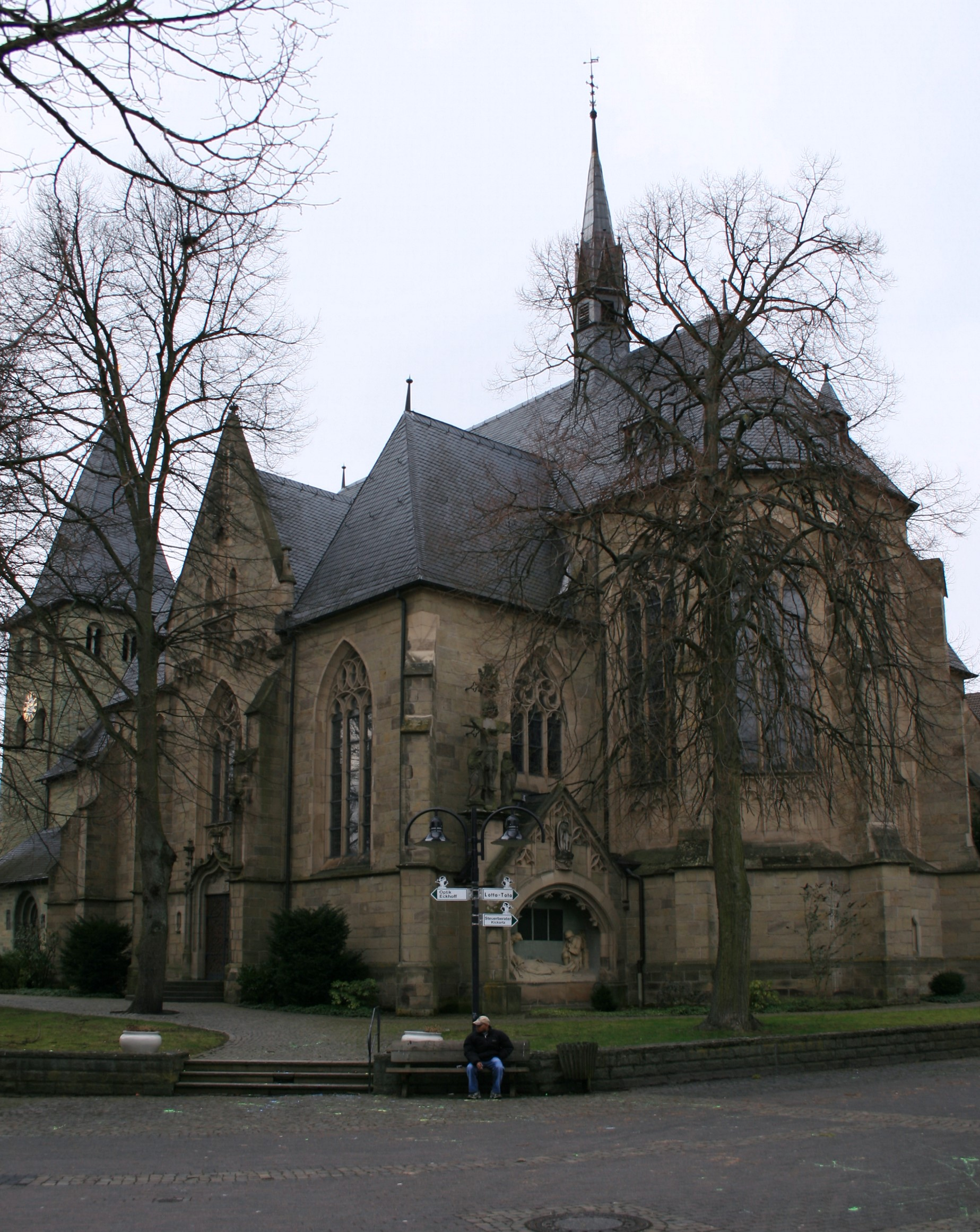
St. Lambertus in Bremen

Das Gebiet war ursprünglich fast ausschließlich katholisch. Durch den Zuzug der Vertriebenen und anderer Neubürger nahm der Anteil der evangelischen Bevölkerung zu.
In Ense existieren die drei katholische Kirchen St. Lambertus in Bremen, St. Bernhard in Niederense und Heilig Geist in Bilme sowie die drei Kapellen St. Josef in Höingen, St. Marien in Waltringen und St. Rochus und Isidor in Oberense. Sie gehören mit ihren Gemeinden zum Pastoralverbund Ense im Dekanat Hellweg des Erzbistums Paderborn.
Die evangelischen Gläubigen versammelten sich in der Nachkriegszeit zuerst in privaten Räumen zu Bibellesungen oder gingen in die evangelischen Kirchen in Werl oder Neheim. Seit 1946 nutzen die evangelischen Christen die St. Anna-Kapelle in Niederense und sind seit 1976 Mieter derselben. Weiterhin existiert die Pauluskirche in Bremen. Kirche und Gemeinde gehören zum Kirchenkreis Soest der Evangelischen Kirche von Westfalen.

## Politik
- Grüne: 3
- SPD: 6
- BG: 3
- FDP: 2
- CDU: 12

### Gemeinderat
Durch Ratsbeschluss der Gemeinde ist die Zahl der Ratsmitglieder 1998 auf 26 begrenzt worden. Bürgermeister Hubert Wegener ist nicht gewähltes Ratsmitglied, hat aber Stimmrecht.

#### Bürgermeister
Zum Bürgermeister gewählt wurde 2020 Rainer Busemann (parteilos) mit 85,91 % der Stimmen. Bei den Kommunalwahlen am 25. Mai 2014 wurde der vorherige Bürgermeister Hubert Wegener mit 89,27 % der Wählerstimmen im Amt bestätigt.

#### Ergebnisse der Kommunalwahlen ab 1975
In der Liste werden nur Parteien und Wählergemeinschaften aufgeführt, die mindestens 1,95 Prozent der Stimmen bei der jeweiligen Wahl erhalten haben.
| Rat der Gemeinde Ense: Wähleranteil und Gemeinderäte seit 1975 | Rat der Gemeinde Ense: Wähleranteil und Gemeinderäte seit 1975 | Rat der Gemeinde Ense: Wähleranteil und Gemeinderäte seit 1975 | Rat der Gemeinde Ense: Wähleranteil und Gemeinderäte seit 1975 | Rat der Gemeinde Ense: Wähleranteil und Gemeinderäte seit 1975 | Rat der Gemeinde Ense: Wähleranteil und Gemeinderäte seit 1975 | Rat der Gemeinde Ense: Wähleranteil und Gemeinderäte seit 1975 | Rat der Gemeinde Ense: Wähleranteil und Gemeinderäte seit 1975 | Rat der Gemeinde Ense: Wähleranteil und Gemeinderäte seit 1975 | Rat der Gemeinde Ense: Wähleranteil und Gemeinderäte seit 1975 | Rat der Gemeinde Ense: Wähleranteil und Gemeinderäte seit 1975 | Rat der Gemeinde Ense: Wähleranteil und Gemeinderäte seit 1975 | Rat der Gemeinde Ense: Wähleranteil und Gemeinderäte seit 1975 | Rat der Gemeinde Ense: Wähleranteil und Gemeinderäte seit 1975 | Rat der Gemeinde Ense: Wähleranteil und Gemeinderäte seit 1975 | Rat der Gemeinde Ense: Wähleranteil und Gemeinderäte seit 1975 | Rat der Gemeinde Ense: Wähleranteil und Gemeinderäte seit 1975 | Rat der Gemeinde Ense: Wähleranteil und Gemeinderäte seit 1975 | Rat der Gemeinde Ense: Wähleranteil und Gemeinderäte seit 1975 | Rat der Gemeinde Ense: Wähleranteil und Gemeinderäte seit 1975 |
| --- | -------------------------------------------------------------- | -------------------------------------------------------------- | -------------------------------------------------------------- | -------------------------------------------------------------- | -------------------------------------------------------------- | -------------------------------------------------------------- | -------------------------------------------------------------- | -------------------------------------------------------------- | -------------------------------------------------------------- | -------------------------------------------------------------- | -------------------------------------------------------------- | -------------------------------------------------------------- | -------------------------------------------------------------- | -------------------------------------------------------------- | -------------------------------------------------------------- | -------------------------------------------------------------- | -------------------------------------------------------------- | -------------------------------------------------------------- | -------------------------------------------------------------- |
| | CDU                                                            | CDU                                                            | SPD                                                            | SPD                                                            | Bündnis 90/Die Grünen                                          | Bündnis 90/Die Grünen                                          | FDP                                                            | FDP                                                            | BG*                                                            | BG*                                                            | DZP                                                            | DZP                                                            | Sonstige1                                                      | Sonstige1                                                      | Einzel- bewerber                                               | Einzel- bewerber                                               | Gesamt                                                         | Gesamt                                                         | Wahl- beteiligung                                              |
| Wahlperiode | %                                                              | Mandate                                                        | %                                                              | Mandate                                                        | %                                                              | Mandate                                                        | %                                                              | Mandate                                                        | %                                                              | Mandate                                                        | %                                                              | Mandate                                                        | %                                                              | Mandate                                                        | %                                                              | Mandate                                                        | %                                                              | Gesamtanzahl der Sitze im Rat                                  | %                                                              |
| 1975–1979 | 50,93                                                          |                                                                | 24,79                                                          |                                                                |                                                                |                                                                | 13,14                                                          |                                                                | 8,1                                                            |                                                                | 3,0                                                            |                                                                |                                                                |                                                                |                                                                |                                                                | 100                                                            |                                                                | 91,89                                                          |
| 1979–1984 | 51,13                                                          |                                                                | 26,83                                                          |                                                                | 13,18                                                          |                                                                | 8,9                                                            |                                                                |                                                                |                                                                | 100                                                            |                                                                | 82,96                                                          |                                                                |                                                                |                                                                |                                                                |                                                                |                                                                |
| 1984–1989 | 44,60                                                          |                                                                | 28,11                                                          |                                                                | 10,68                                                          |                                                                | 16,60                                                          |                                                                | 100                                                            |                                                                | 78,08                                                          |                                                                |                                                                |                                                                |                                                                |                                                                |                                                                |                                                                |                                                                |
| 1989–1994 | 43,34                                                          | 15                                                             | 33,85                                                          | 11                                                             | 08,45                                                          | 2                                                              | 12,30                                                          |                                                                |                                                                | 5                                                              | 100                                                            | 33                                                             | 77,06                                                          |                                                                |                                                                |                                                                |                                                                |                                                                |                                                                |
| 1994–1999 | 43,41                                                          | 15                                                             | 33,95                                                          | 11                                                             | 07,91                                                          | 2                                                              | 14,70                                                          |                                                                |                                                                | 5                                                              | 100                                                            | 33                                                             | 86,37                                                          |                                                                |                                                                |                                                                |                                                                |                                                                |                                                                |
| 1999–2004 | 46,53                                                          | 13                                                             | 26,62                                                          | 08                                                             | 3,99                                                           | 1                                                              | 05,06                                                          | 1                                                              | 17,80                                                          |                                                                |                                                                | 5                                                              | 100                                                            | 28                                                             | 66,72                                                          |                                                                |                                                                |                                                                |                                                                |
| 2004–2009 | 44,91                                                          | 12                                                             | 25,08                                                          | 06                                                             | 4,91                                                           | 1                                                              | 05,86                                                          | 2                                                              | 19,20                                                          |                                                                |                                                                | 5                                                              | 100                                                            | 26                                                             | 64,21                                                          |                                                                |                                                                |                                                                |                                                                |
| 2009–2014 | 39,10                                                          | 10                                                             | 23,60                                                          | 06                                                             | 6,82                                                           | 2                                                              | 10,22                                                          | 3                                                              | 17,60                                                          | 4                                                              |                                                                |                                                                |                                                                | 1                                                              | 100                                                            | 26                                                             | 61,61                                                          |                                                                |                                                                |
| 2014–2020 | 44,45                                                          | 11                                                             | 26,64                                                          | 07                                                             | 6,54                                                           | 2                                                              | 06,04                                                          | 2                                                              | 12,81                                                          | 3                                                              |                                                                | 1                                                              | 100                                                            | 26                                                             | 55,18                                                          |                                                                |                                                                |                                                                |                                                                |
| 2020– | 47,02                                                          | 12                                                             | 22,63                                                          | 6                                                              | 13,11                                                          | 3                                                              | 6,92                                                           | 2                                                              | 10,32                                                          | 3                                                              |                                                                |                                                                | 100                                                            | 26                                                             | 56,17                                                          |                                                                |                                                                |                                                                |                                                                |
| * Bürgergemeinschaft Prozentanteile gerundet. Quellen: Landesdatenbank NRW; Landesbetrieb Information und Technik NRW 1 In der Anzahl der Sitze in der Spalte Sonstige sind mögliche Einzelbewerber und die BG kumuliert. |                                                                |                                                                |                                                                |                                                                |                                                                |                                                                |                                                                |                                                                |                                                                |                                                                |                                                                |                                                                |                                                                |                                                                |                                                                |                                                                |                                                                |                                                                |                                                                |

### Ergebnisse der letzten Parlamentswahlen
Die Bürger von Ense wählten die Abgeordneten des Europaparlaments, des Bundestags und des Landtags mit folgenden Verhältnissen:
| Partei          | Europaparlament 7. Juni 2009 | Bundestag (Zweitstimmen) 27. September 2009 | Landtag NRW (Zweitstimmen) 13. Mai 2012 |
| --------------- | ---------------------------- | ------------------------------------------- | --------------------------------------- |
| CDU             | 50,3 %                       | 39,7 %                                      | 34,2 %                                  |
| SPD             | 21,9 %                       | 23,9 %                                      | 36,8 %                                  |
| Grüne           | 07,6 %                       | 07,0 %                                      | 08,5 %                                  |
| FDP             | 11,8 %                       | 18,1 %                                      | 08,4 %                                  |
| Die Linke       | 02,7 %                       | 06,5 %                                      | –                                       |
| REP             | 07 %                         | –                                           | –                                       |
| NPD             | –                            | 00,8 %                                      | –                                       |
| Piraten         | –                            | –                                           | 07,1 %                                  |
| Sonstige        | 05,3 %                       | 04,0 %                                      | 04,9 %                                  |
| Wahlbeteiligung | 41,7 %                       | 77,1 %                                      | 66,1 %                                  |

Die Wahlbeteiligung war unterschiedlich je nach Wahl. Bei der Europa- und Bundestagswahl sank die Wahlbeteiligung von 45,5 % auf 41,7 % bzw. 83,7 % auf 77,1 %. Bei der Landtagswahl stieg sie von 64,4 % im Jahr 2010 auf 66,1 % im Jahr 2012.

### Bürgermeister

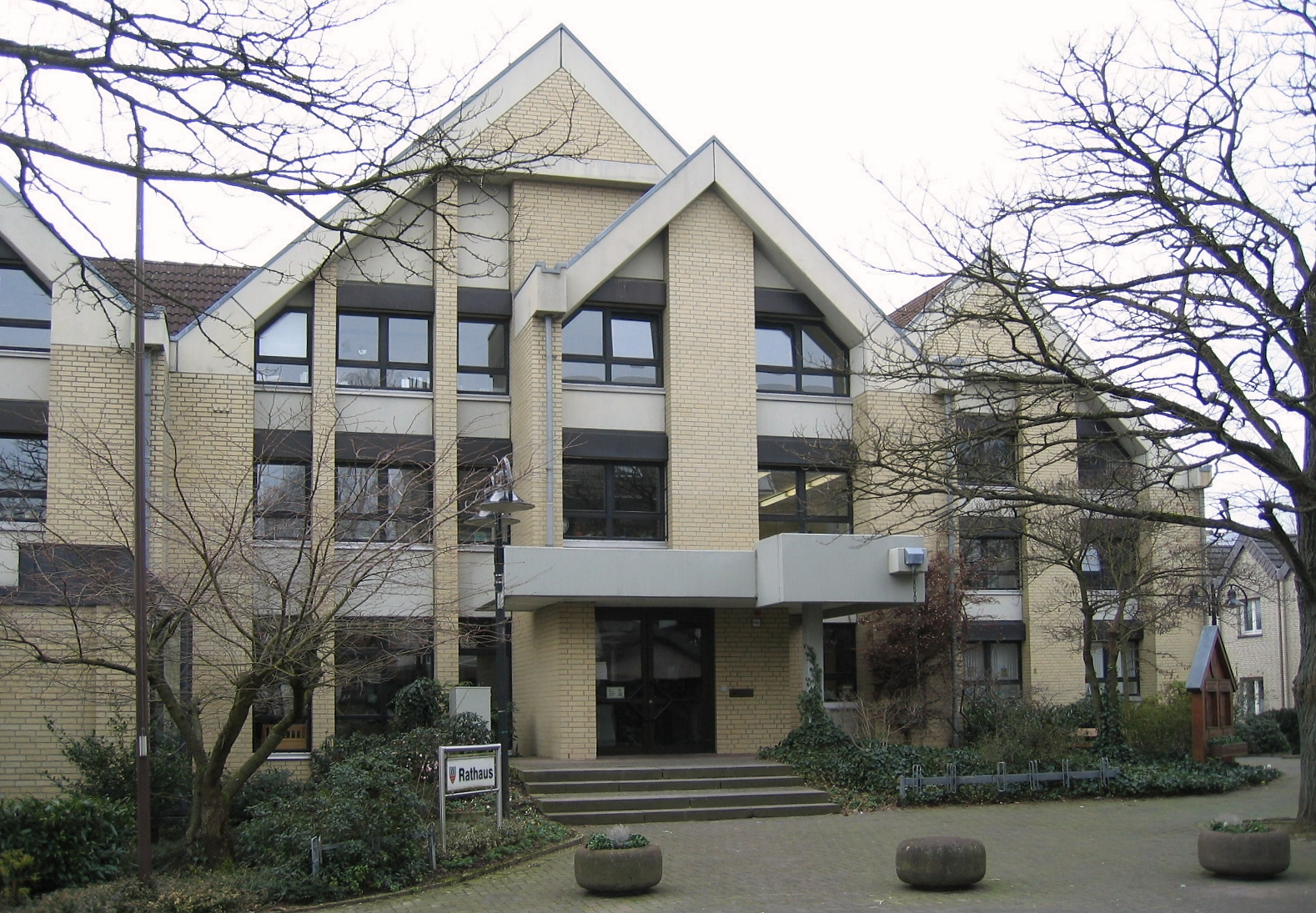
Das Rathaus

- Willi Lutter (Bremen, 1969 bis 1975)[32]
- Clemens Tillmann (Waltringen, 1975 bis 1999)[32][33]
- Johannes Weber (Höingen, parteilos, 1999 bis 2009)[34]
- Hubert Wegener (Höingen, parteilos, 2009 bis 2020)
- Rainer Busemann (Niederense, parteilos, seit 2020)

### Gemeindedirektoren
- Willi Eickenbusch (1969 bis 1983)[32]
- Wolfgang Fahle (1983 bis 1991)[32][35]
- Johannes Weber (1991 bis 1999)[34]

### Wappen
| Wappen der Gemeinde Ense | Blasonierung Von Silber (weiß) zu Rot im Zinnenschnitt geteilt; oben hängende, durch eine rote Schnur zusammengehaltene schwarze Pferdepramme, unten zwei goldene (gelbe) Balken. Beschreibung Das am 22. Januar 1971 genehmigte Wappen zeigt im oberen Teil in Silber eine schwarze Pferdepramme, die durch eine rote Schnur zusammengehalten wird. Dieser Teil stammt aus dem Wappen der Familie von Ense, die eine wichtige Rolle in der lokalen Geschichte spielte. Der die Trennlinie bildende Zinnenschnitt symbolisiert die einst im Ortsteil Bremen gelegene Burg Waterlappe, die Hauptsitz der Familie von Fürstenberg war. Die goldenen Balken auf rotem Grund in der unteren Hälfte sind dem Fürstenberger Wappen entlehnt. |

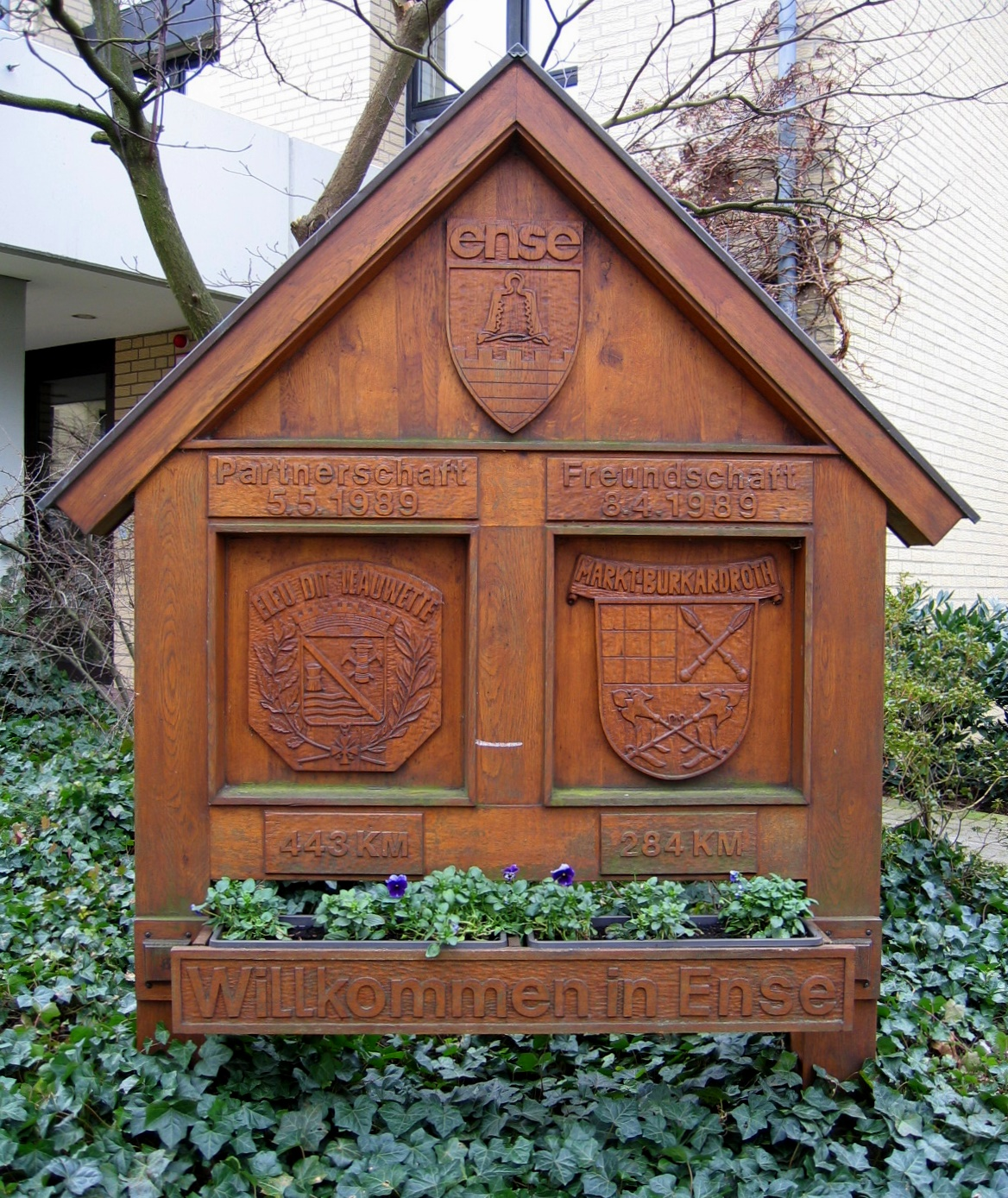
Partnerstädte

### Gemeindepartnerschaften
Seit 1989 besteht eine Gemeindepartnerschaft zur Stadt Éleu-dit-Leauwette, Hauts-de-France, Frankreich sowie eine Gemeindefreundschaft zur Marktgemeinde Burkardroth, Landkreis Bad Kissingen in Bayern.

## Kultur und Sehenswürdigkeiten

### Museen und Theater
Die Gemeinschaft zur Pflege heimischen Brauchtums im Kirchspiel Bremen betreibt in drei Räumen der ehemaligen Spar- und Darlehnskasse ein Museum, in dem Relikte der Vergangenheit der Öffentlichkeit zugänglich gemacht und die plattdeutsche Mundart gepflegt wird. Siehe: Museum der Gemeinschaft zur Pflege heimischen Brauchtums im Kirchspiel Bremen
Der Verein für Geschichte und Heimatpflege Niederense-Himmelpforten betreibt an der Bernhardusschule das Heimatmuseum Niederense. Einzelne Exponate werden vom Verein auch in der St. Bernharduskirche ausgestellt.
In einer Scheune in Oberense gibt es Schrottis Oldtimermuseum. In diesem privaten Museum werden hauptsächlich Zweiräder (Motorräder, Mofas, Mopeds und Fahrräder), aber auch einige Autos, Tankstellenzubehör und andere technische Geräte gezeigt.
Ense verfügt über keine eigene feste Theaterbühne. Im Ortsteil Bilme gibt es die Theatergruppe des MGV Bilme, die im Herbst in der Schützenhalle Oberense ein Theaterstück an verschiedenen Tagen aufführt. Weitere Theaterangebote finden sich in den Nachbarstädten Werl, Soest und Arnsberg.

### Musik

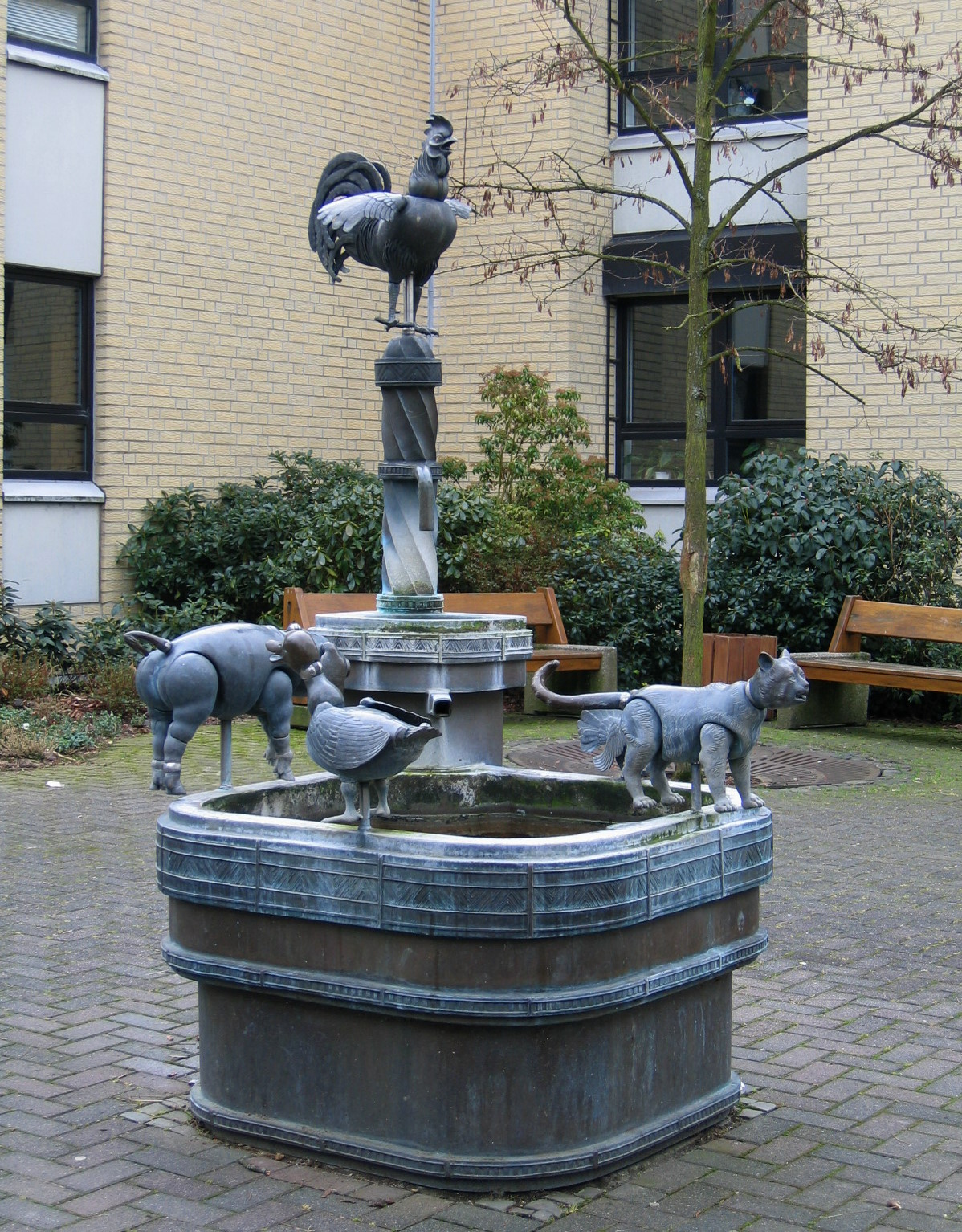
„Bremer Stadtmusikanten“

Ältester Musikverein in Ense ist der „Musikverein Höingen“. Er gründete sich 1908. 1956 gehörte der Verein zu den Gründungsmitgliedern des Sauerländer Musikbundes. Die erste Jugendkapelle gründete sich 1968. Sie bestand aus 30 männlichen Jugendlichen. 1978 gründete sich die nächste Jugendkapelle, diesmal bestehend aus weiblichen und männlichen Jugendlichen. Zehn Jahre später formierte sich wieder eine Jugendkapelle, diesmal aus 35 männlichen und weiblichen Musikern. 1998 entstand aus 65 Kindern die nächste Jugendkapelle. Dem Orchester gehören 54 Musiker an. 2008 wurde dem Musikverein von Bundespräsident Horst Köhler die Pro-Musica-Plakette verliehen.
Seit 1927 gibt es den Feuerwehrmusikzug Bremen. Ab 1977 musizierten dort auch weibliche Musiker in der Kapelle. 2010 gründete sich der Jugendmusikzug Bremen/Echthausen der Freiwilligen Feuerwehr. Nach dem Zweiten Weltkrieg musizierte als erstes westliches Blasorchester die Feuerwehrkapelle Bremen auf dem Wenzelsplatz in Prag.
Der Musikverein Niederense gründete sich 1949. Er bestand aus 14 Personen. 2009 hatte der Verein 52 aktive Mitglieder im Hauptorchester. Der Verein hat eine Jugend- und Seniorenkapelle.

### Bauwerke
Die Katholische Pfarrkirche St. Lambertus im Ortsteil Bremen wurde im 12. Jahrhundert als kleine zweijochige Basilika erbaut. Die dreischiffige Hallenerweiterung mit dem Chor erfolgte im 20. Jahrhundert. Die Kapelle auf dem Fürstenberg stammt ursprünglich aus dem 14. Jahrhundert. Dazu gibt es in Ense mit St. Rochus und Isidor Kapelle in Oberense, St. Urbanus in Bilme und St. Bernhard-Kirche in Niederense drei weitere denkmalgeschützte Kapellen.
Das Schloss Haus Füchten im Ortsteil Hünningen ist eine ehemalige Wasseranlage mit Herrenhaus. Es wurde vermutlich im 17. Jahrhundert erbaut und 1726 durch den Anbau eines Kapellenflügels noch erweitert; erste Hinweise, als Burg Füchten, gibt es sogar schon aus dem Jahr 1298. Nach eigenen Angaben ist es das größte Herrenhaus in Südwestfalen. Seit Mitte der 1980er Jahre befindet sich das Schloss in Privatbesitz.

### Landschafts- und Naturschutzgebiete, Naturdenkmäler

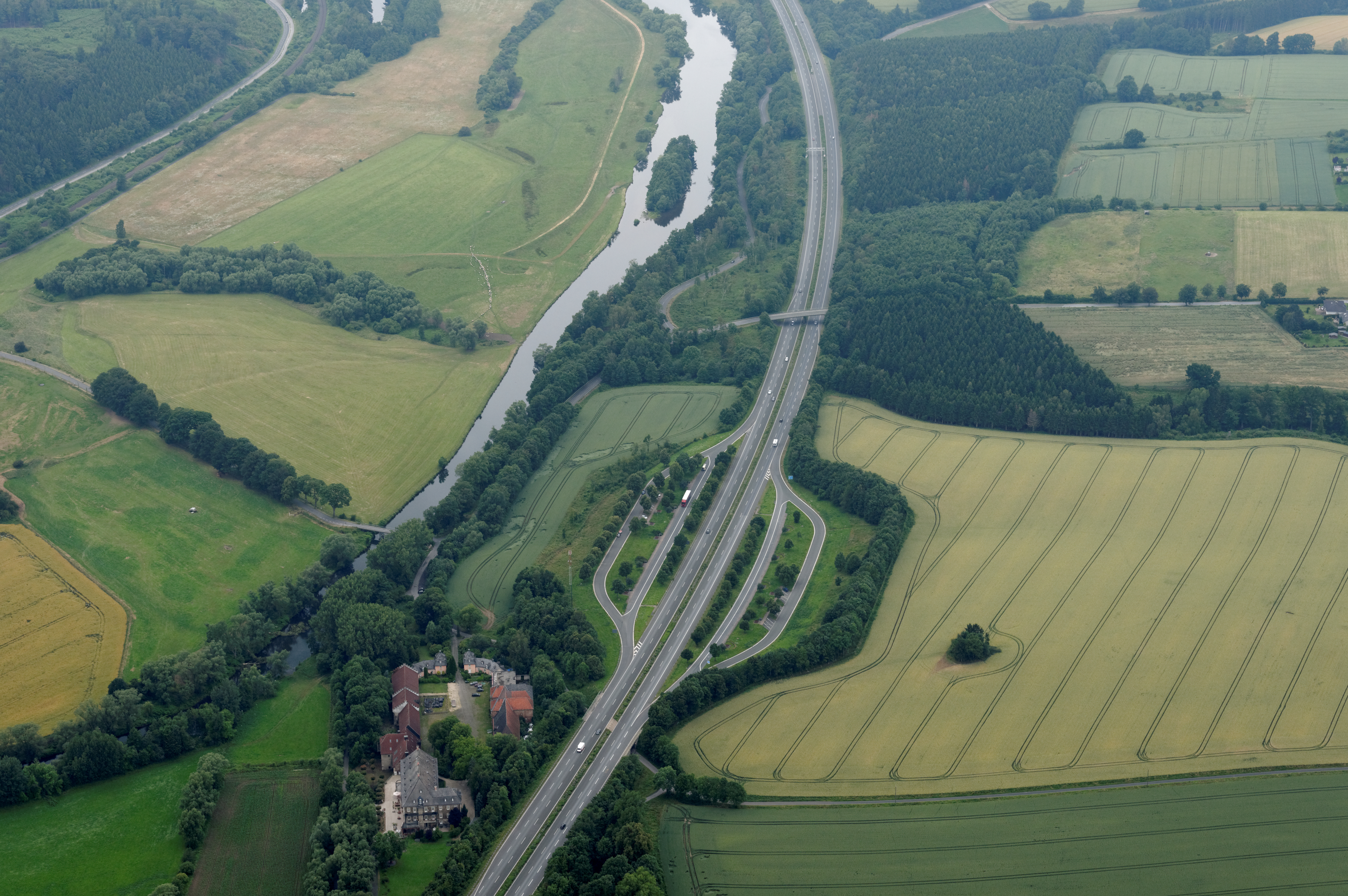
Teil des Naturschutzgebietes Ruhraue (Flächen links der Ruhr)

Acht Teilbereiche des Gemeindegebietes von Ense sind 2006 mit dem Landschaftsplan V Wickede-Ense als Landschaftsschutzgebiete (LSG) ausgewiesen worden. Dabei handelt es sich um die Gebiete Landschaftsschutzgebiet Ruhrterrassen (107 ha), Landschaftsschutzgebiet Bremer-, Banner- und Wamelbachsystem (236 ha), Landschaftsschutzgebiet Füchtener Heide/Fürstenberg (275 ha), Landschaftsschutzgebiet Tiefes Tal/Langesberg/Höinger Berg (346 ha), Landschaftsschutzgebiet Möhnetal (116 ha), Landschaftsschutzgebiet Bilmer Büsche/Himmelpforter Heide/Riesenberg (102 ha), Landschaftsschutzgebiet Bittinger Talzug/Bilmer Grund (142 ha) und Landschaftsschutzgebiet Gerlinger Grund (175 ha).

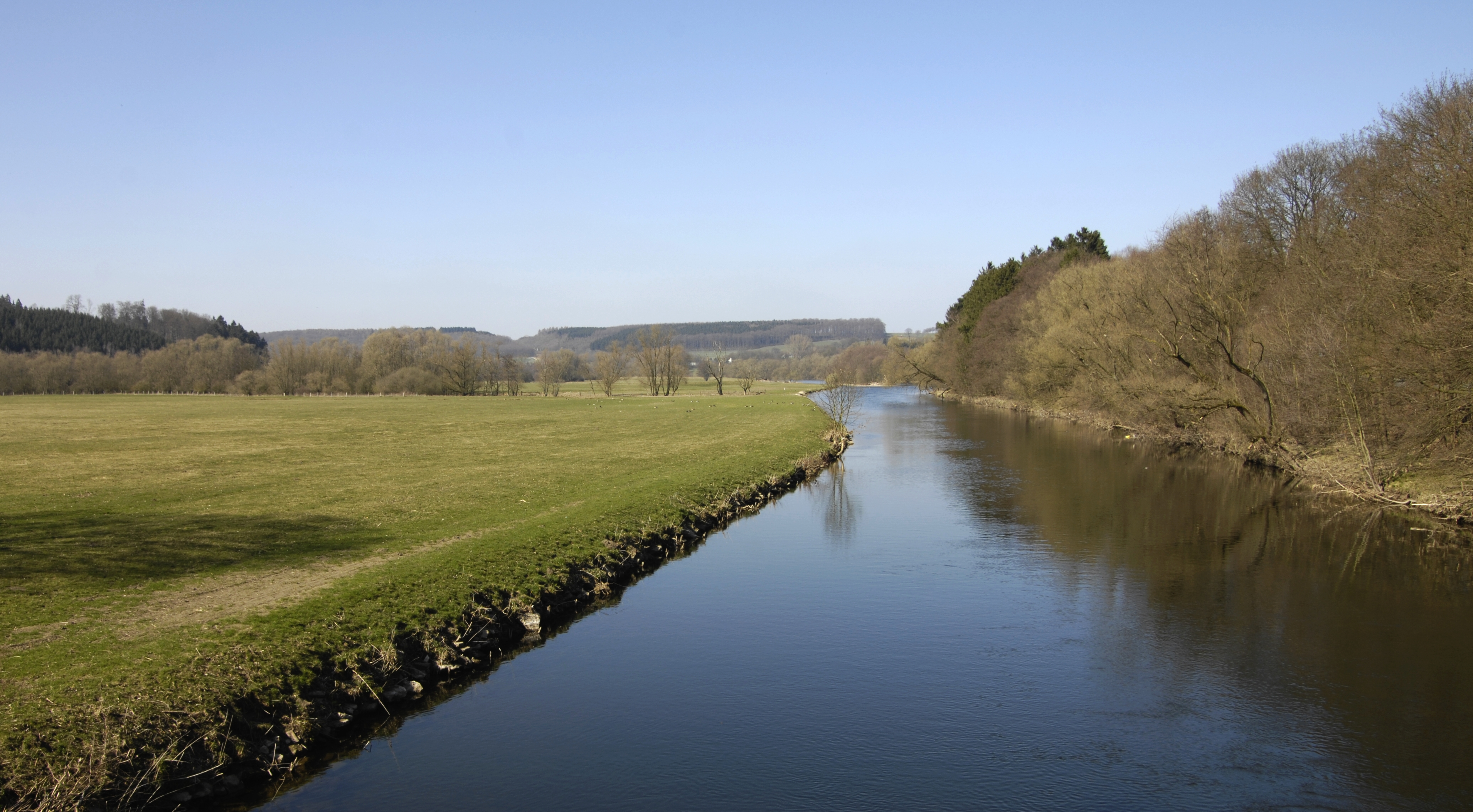
Blick ins Naturschutzgebiet Ruhraue bei Hüninngen

Ense hat ferner sechs Gebiete, welche als Naturschutzgebiet (NSG) ausgewiesen wurden. Es handelt sich um die Naturschutzgebiete Ruhraue (370 ha, Großteil im Gemeindegebiet Wickede), Enser See (23 ha), Moosfelder Wald (211 ha), Bewaldete Quellbereiche des Wamelbaches (26 ha), Bremer Bachaue (42 ha) und Fürstenberg (41 ha). Die drei Naturschutzgebiete Ruhraue. Enser See und Moosfelder Wald sind auch als Europäisches Schutzgebiet (FFH-Gebiet) ausgewiesen worden. In den Wäldern der FFH-Gebiete wurden unter anderem die seltenen Vogelarten Rotmilan, Wespenbussard, Grauspecht und Mittelspecht nachgewiesen.
Im Gemeindegebiet gibt es zwei Naturdenkmäler. Dabei handelt es sich um eine einzeln auf dem Kamm der Haarstranghöhe in der Gemarkung Oberense stehende Stieleiche und um eine Stieleiche am westlichen Ortsausgang von Sieveringen auf einem Hofgrundstück an der Soester Straße. Im Stadtgebiet befinden sich auch elf geschützte Landschaftsbestandteile (LB). Ferner gibt es einige gesetzlich geschützte Biotope.

### Sport
Im Ortsteil Bremen gründete sich 1905 der Turn- und Sportverein Bremen 1905. Er ist der älteste Verein im Fußballkreis Soest. Neben Fußball deckt der Verein auch Aktivitäten im Bereich Radwandern, Badminton, Kegeln, Kinderturnen und Gymnastik ab.
Sechs Jahre später im Jahr 1911 gründete sich in Niederense der Verein „Marianische Jünglings Sodalität“, der sich zum Ziel gesetzt hatte, an Sonn- und Feiertagen das Fußballspiel zu pflegen. 1924 wurde der Verein in die „Deutsche Jugendkraft“ (DJK) überführt. Während des Nationalsozialismus wurde die Vereinstätigkeit einstellt. 1951 wurde der Turnbetrieb als TuS Niedereinse wieder aufgenommen. Im Laufe der Jahre ist aus dem TuS ein Breitensportverein geworden, der Turnen, Tischtennis, Radsport und Einradfahren anbietet.
Ebenfalls im Jahr 1911 wurde in Lüttringen der „SV Lüttringen 1911“ als reiner Fußballverein gegründet. Dieser Verein ging ebenfalls in der DJK über. 1935 wird dieser Verein ebenfalls aufgelöst. Bis 1942 wurde der Spielbetrieb heimlich weitergeführt. Nach dem Zweiten Weltkrieg kam es zur Wiedergründung des Vereines und 1945 wurde der Spielbetrieb wieder aufgenommen. Im Laufe der Jahre kam zum Fußballsport, auch Tennis und Volleyball hinzu.
Die Schützenbruderschaft St. Lambertus Bremen, gegründet Anfang des 20. Jahrhunderts, geht ihrem Sport im Keller der eigenen Schützenhalle, die 1905 in Ense erbaut und in den Folgejahren angebaut wurde, nach. In früheren Jahren diente diese Schützenhalle unter anderem auch als Kindergarten. Die Schützenbruderschaft ist stolz auf ihre mehrere Kilogramm schwere Königskette, deren älteste Plakette aus dem Jahre 1754 stammt.
Die Schützenbruderschaft St. Johannes Oberense, gegründet 1824, hat ihre Schützenhalle im Ortsteil Oberense. Dort geht dieser Verein seinen sportlichen Aktivitäten nach.

### Regelmäßige Veranstaltungen
Neben den in den Ortsteilen Niederense, Bremen, Höingen, Hünningen/Lüttringen, Oberense, Sieveringen und Waltringen stattfindenden Schützenfesten wird seit dem 11. August 2002 das Enser Haareselrennen durchgeführt und seitdem jährlich wiederholt. Ebenfalls jährlich, jedoch am letzten Sonntag im Oktober, findet in Niederense der Allerheiligenmarkt statt.
In Bremen findet jedes Jahr am 1. Advent die Pflasterfete statt, ein Weihnachtsmarkt, der anlässlich der Pflasterung der Ortsmitte im Jahre 1984 von dem Bäckermeister Heinrich Klapp und dem Bankdirektor Willi Steinhoff ins Leben gerufen wurde.

## Wirtschaft und Infrastruktur

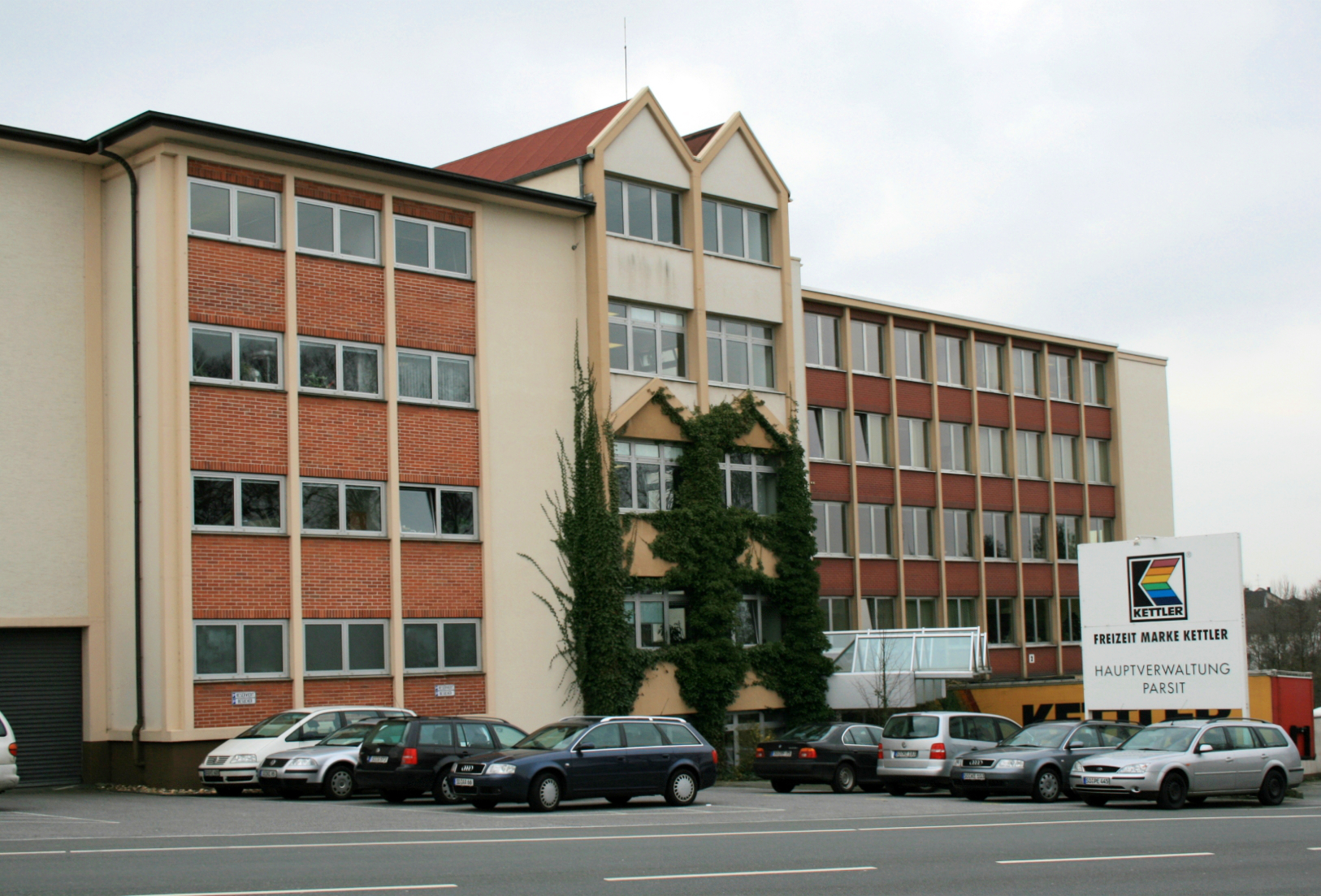
Kettler-Hauptsitz in Parsit (2007)

Die Wirtschaftsförderung im Ort ist ein Angebot der Gemeinde Ense zur Unterstützung der Unternehmer. Aufgaben der Verwaltung sind unter anderem die Vermittlung von Gewerbeflächen im Industriepark Höingen, der Anfang der 1980er Jahre aufgebaut wurde. Die Gewerbefläche des Industrieparks hat eine Größe von 500.000 Quadratmeter.
Größter Industriebetrieb und zugleich bedeutender Arbeitgeber war das Unternehmen Kettler, das hier Verwaltung und einen Teil der Produktion beherbergte. 2019 konnte sich das Unternehmen nach einer wiederholten Insolvenz nicht mehr retten und der Betrieb wurde endgültig eingestellt. Brökelmann Aluminium fertigt Aluminiumprofile und -Rohre und ist im Industriegebiet Höingen angesiedelt. Dort findet sich auch ein Zweigwerk der Firma Heimann aus Ense-Niederense, die unter anderem Fließpressteile für die Automobilindustrie herstellt. Die Firma Inotec stellt Notbeleuchtungen und Notausgangsbeschilderungen her. Die Firma Enercon errichtet Windkraftanlagen. Das Unternehmen German Sport Guns GmbH ist ein Anbieter von Sportwaffen und Outdoor-Ausrüstung und gehört der L & O Holding.
Im Industriegebiet in Höingen siedelten sich neben den zuvor genannten namhaften Unternehmen weitere mittelständische Betriebe an. Handwerk und Landwirtschaft blieben trotz Industrialisierung weiterhin von großer Bedeutung. Die etwa 450 Betriebe in der Gemeinde bieten etwa 3.500 Arbeitsplätze.

### Verkehr
Durch die Gemeinde Ense führt die B 516, die von Werl kommend durch den Hauptort Ense-Bremen führt und zwischen Niederense und Oberense als Haarweg nach Möhnesee führt.
Die A 445/A 46 kommt von Werl und führt am Westrand des Gemeindegebietes entlang nach Arnsberg. Etwas nördlich des Gemeindegebietes verläuft die A 44 von Dortmund nach Kassel.
Ense ist nicht mehr direkt an das Bahnnetz angeschlossen. Von 1898 bis 1964 gab es durch die Ruhr-Lippe-Kleinbahn Schienenverkehr auf dem Gemeindegebiet. Ense war damals über die Schiene mit Neheim, Arnsberg und Soest verbunden.
Ense selbst verfügt über keinen Flugplatz, ist aber über die Regionalflughäfen Paderborn/Lippstadt und Dortmund an das internationale Flugverkehrsnetz angebunden. In unmittelbarer Nähe der westlichen Grenze des Gemeindegebietes befindet sich der Verkehrslandeplatz Flugplatz Arnsberg-Menden.
Der MöhnetalRadweg mit 65,1 km Länge führt bei Niederense über das Gemeindegebiet.

### Medien
Die Westfalenpost hat ihre Redaktionen für Werl, somit auch für Wickede und Ense, sowie für Soest zum 1. Juli 2009 geschlossen, weshalb es für Ense nur noch die regionale Tageszeitung Soester Anzeiger und das Heimat-Journal „ense-press“ der Werbegemeinschaft, das quartalsweise erscheint, gibt. Seit Ende 2012 ist das Journal der Werbegemeinschaft online.
Neben dem öffentlich-rechtlichen Rundfunk (WDR) ist in Ense der private lokale Rundfunksender Hellweg Radio zu empfangen.

### Öffentliche Einrichtungen
Die nächsten Krankenhäuser mit Grundversorgung sind in Werl das Mariannenhospital und in Soest das KlinikumStadtSoest und das Marienkrankenhaus.
Die Gemeinde betreibt keine Schwimmbäder und keine eigenen Sportplätze. Im Ortsteil Niederense befindet sich ein Lehrschwimmbecken.
Städtische Hallen- oder Freibäder stehen in den Nachbargemeinden Arnsberg-Neheim, Werl, Wickede (Ruhr) und Möhnesee-Körbecke zur Verfügung.
Ense hat keine eigene städtische Bücherei. Die Pfarrei St. Lambertus Bremen betreibt die Katholische Öffentliche Bücherei (KÖB) St. Bernhard, in der immer dienstags im Ortsteil Himmelpforten Ausleihen möglich sind. Eine weitere Ausleihmöglichkeit ist alle vier Wochen donnerstags durch die Fahrbücherei des Kreises Soest (Bücherbus) gegeben. Die Kreisfahrbücherei bietet auch Fernleihe an.

### Bildung
In Ense befinden sich neben drei Gemeinschaftsgrundschulen (Fürstenbergschule Hünningen/Lüttringen, Grundschule Höingen, Bernhardusschule Niederense) auch eine katholische Bekenntnisschule für die ersten vier Schuljahre. An weiterführenden Schulen ist in Ense eine kombinierte Haupt- und Realschule, die Conrad-von-Ense-Schule vorhanden. Schüler von Gymnasien oder berufsbildenden Schulen werden in den umliegenden Städten unterrichtet. In Ense-Bremen befindet sich eine Geschäftsstelle der Volkshochschule Werl-Wickede-Ense.

## Persönlichkeiten

### Ehrenbürger
Der ehemalige Bürgermeister von Bremen, Heinrich Schulte wurde am 13. August 1961 zum Ehrenbürger von Bremen ernannt. Am 8. März 1970 erhielt er auch das Ehrenbürgerrecht der im Rahmen der kommunalen Neuordnung geschaffenen Gemeinde Ense. Pater Rudolf Rahmann SVD († 23. September 1985) erhielt am 25. März 1970 die Ehrenbürgerschaft von Ense.
Die vor der kommunalen Neuordnung 1969 eigenständigen Gemeinden Bremen und Niederense benannten eigene Ehrenbürger.

### Söhne und Töchter der Stadt
- Friedrich von Fürstenberg (um 1510/11–1567), kurkölnischer Rat und Drost, geboren auf Burg Waterlappe
- Kaspar von Fürstenberg (1545–1618), Landdroste von Westfalen, geboren auf Burg Waterlappe
- Dietrich von Fürstenberg (1546–1618), Bischof von Paderborn
- Ottilia von Fürstenberg (1549–1621), Priorin des Klosters Oelinghausen sowie Äbtissin des weltlichen Damenstifts Heerse
- Franz Gockel (1925–2005), Dachdecker, Kriegsveteran und Friedensaktivist
- Klaus Kaiser (* 1957), Politiker (CDU), seit 2000 Landtagsabgeordneter
- Heinz Kettler (1926–2005), Unternehmer, Hersteller von Freizeitmöbeln, Fitnessgeräten und Fahrrädern
- Hunold von Plettenberg-Oevinghausen (1858–1925), Generalmajor und Rittergutsbesitzer
- Josef Plöger (1923–2005), Weihbischof in Köln
- Eberhard Viegener (1890–1967), Maler und Grafiker